# گمینا بژوستک
گمینا بژوستک (به لهستانی:  Gmina Brzostek) یک گمینا در لهستان است که در شهرستان دنبیتسا واقع شده‌است. گمینا بژوستک ۱۲۲٫۶۲ کیلومتر مربع مساحت و ۱۳٬۰۲۲ نفر جمعیت دارد.
گمینا برزوستک (به انگلیسی: Gmina Brzostek) یک کمون شهری- روستایی (منطقه اداری) در شهرستان دبیکا، Voivodeship Subcarpathian، در جنوب شرقی لهستان است. مقر آن شهر برزوستک است. (برزوستک در 1 ژانویه 2009 وضعیت شهر را به دست آورد - قبل از آن منطقه به عنوان یک کمون روستایی طبقه بندی شده بود.